# Brzeźniki
Brzeźniki – osada w Polsce położona na Równinie Białogardzkiej, w województwie zachodniopomorskim, w powiecie koszalińskim, w gminie Świeszyno, na południe od Świeszyna. Osada wchodzi w skład sołectwa Świeszyno.
Według danych z końca grudnia 1999 r. osada miała 12 mieszkańców.
W latach 1975–1998 miejscowość administracyjnie należała do województwa koszalińskiego.
Występuje również wariant nazewniczy Kolonia Brzeźniki.